# Can Noalart
Can Noalart és una masia de Sant Feliu de Buixalleu (Selva) inclosa a l'Inventari del Patrimoni Arquitectònic de Catalunya.

## Descripció
Masia aïllada, situada a Grions (Torrent Noalart).
La construcció consta de diversos cossos i annexes, que li donen un volum especial a la masia.
El cos originari consta de planta baixa, pis i golfes i està cobert per un teulat desigual a doble vessant i amb teula àrab.
A la planta baixa la porta d'entrada, amb llinda monolítica i brancals de carreus de pedra. A banda i banda, dues finestres en arc de llinda, protegides per unes reixes de ferro forjat. Al pis, tres finestres amb llinda monolítica i brancals amb carreus de pedra, que coincideixen en l'eix de les obertures de la planta baixa. L'obertura de la dreta ha estat adequada com a balcó (fet d'obra).
A les golfes s'observen tres senzilles obertures de dimensions desiguals i en arc de llinda.
La façana és arrebossada i pintada.
A la part posterior, hi ha altres edificis annexos, on destaca una garita amb exspitlleres.
Al davant, hi ha una altra construcció (de planta baixa i pis): que en origen podria haver estat utilitzada com a pallissa o assecador. Destaca una galeria al pis amb obertures en arc de mig punt, sostinguts per pilars i amb balaustrada de pedra. A sobre d'aquesta galeria hi ha un rellotge solar.
La façana és arrebossada i pintada.
Entorn del conjunt d'edificacions es conserven algunes dependències agrícoles.

## Història
Les referències documentals més antigues d'aquesta masia corresponen al segle xvii (1600). El nom del mas vé de l'antic cognom dels amos, Noalart, que fa quatre generacions es va perdre passant a la família dels Gubert.
Sempre hi han viscut els propietaris i sobtadament no hi va haver mai masovers, sinó que les feines del camp eren treballades pels amos i els jornalers (sigui esporàdicament, o temporalment).
Originalment aquesta masia era una edificació de dues plantes i doble vessant amb el carener paral·lel a la façana, amb obertures quadrangulars de llinda monolítica. Però al segle xix es va construir, en un lateral, la casa nova, de tres plantes i grans dimensions, i l'antic cos central, ara secundari, es convertí en masoveria.